# Infancia de Jesús
Lucas el Evangelista concluye los episodios de la infancia con un resumen de la vida de Jesús, María y José en esos años con tres breves frases de gran riqueza, y que son como un estribillo del Evangelio de la infancia. Esta etapa ocupa los años transcurridos entre su   nacimiento, con la excepción del episodio de la pérdida del Niño durante tres días, cuando acudieron sus padres con Él por primera vez a Jerusalén, conocido como Jesús entre los doctores, hasta su bautismo por  san Juan Bautista en el río Jordan si bien esta segunda parte suele llamarse la vida oculta de Jesús.

## Texto bíblico
El resumen de esta etapa de la vida de Jesús la relata el evangelista san Lucas de forma sumamente escueta en el capítulo 2; vv 39-40. de la siguiente manera: 

Cuando cumplieron todas las cosas mandadas en la Ley del Señor, regresaron a Galilea, a su ciudad de Nazaret. El niño iba creciendo y fortaleciéndose lleno de sabiduría, y la gracia de Dios estaba en él.

## Interpretación de la Iglesia católica
Jesús «les estaba sujeto». En el episodio anterior, cuando se cita la pérdida de Jesús en el templo, también conocida como Jesús entre los doctores, se mostraba a Jesús obediente a la voluntad del Padre; pero en el pasaje queda claro que obedecer a Dios, para Jesús, es también obedecer a sus padres. Obedeciendo, a sus padres, Jesús «crecía». Si toda la vida de Cristo es Revelación del Padre, también.

esos años ocultos del Señor no son algo sin significado, ni tampoco una simple preparación de los años que vendrían después: los de su vida pública. (…) Dios desea que los cristianos tomen ejemplo de toda la vida del Señor: (…) el Señor quiere que muchas almas encuentren su camino en los años de vida callada y sin brillo» 

De María se dice que «guardaba todas estas cosas en el corazón». De esa manera el evangelista enseña que en María no sólo se cumplió la palabra del Señor, sino que en Ella se anticipa lo que Jesucristo determina que es característica fundamental de la vida de sus discípulos: oír la palabra del Señor, guardarla y cumplirla .

Que en todos resida el alma de María para glorificar al Señor; que en todos esté el espíritu de María para alegrarse en Dios. Porque si corporalmente no hay más que una Madre de Cristo, en cambio, por la fe, Cristo es el fruto de todos; pues toda alma recibe la Palabra de Dios, a condición de que, sin mancha y preservada de los vicios, guarde la castidad con una pureza intachable 